# 테레사 베르간사

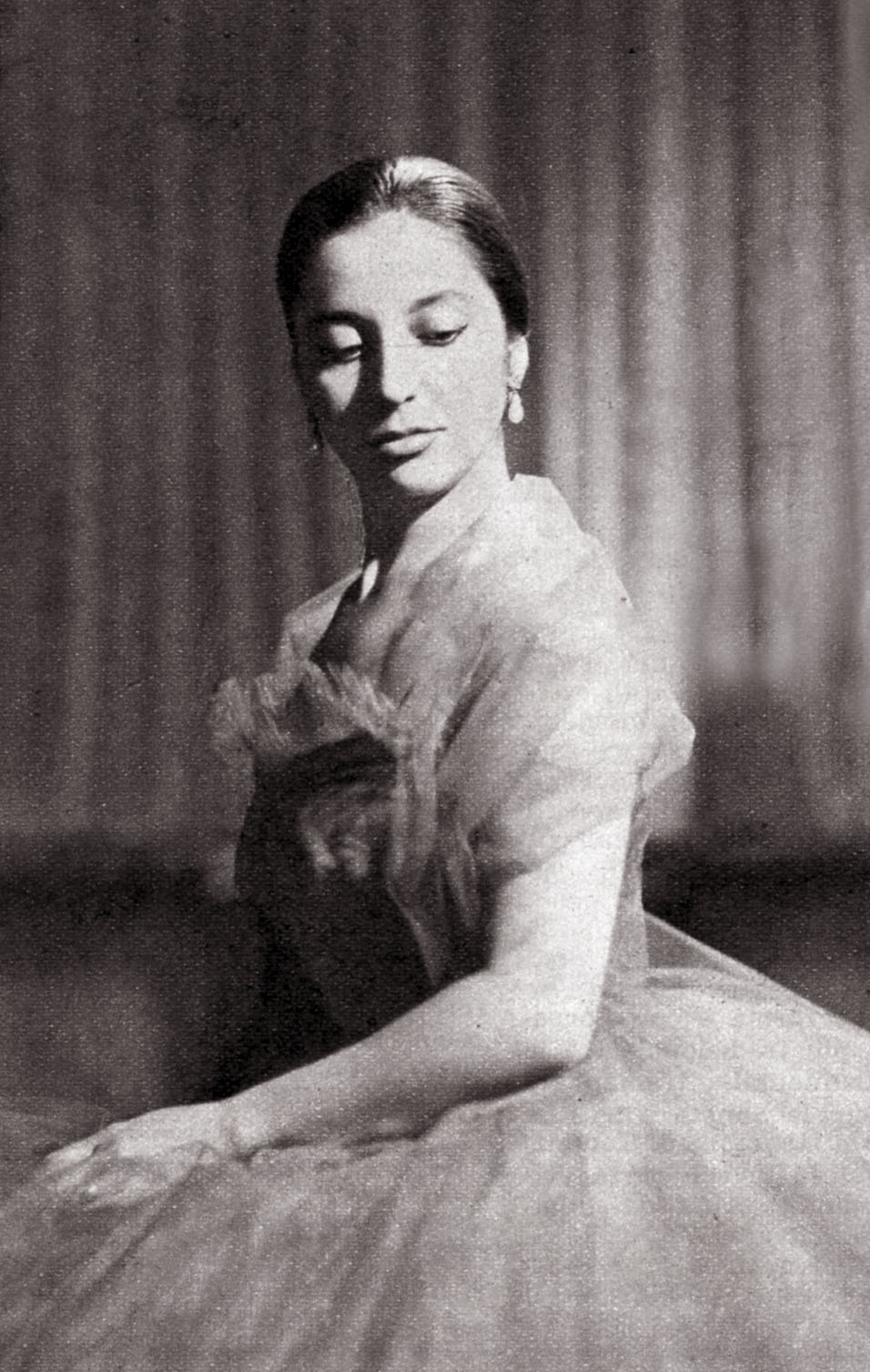
1957년 모습

테레사 베르간사(Teresa Berganza, 본명: Teresa Berganza Vargas, 1933년 3월 16일 ~ 2022년 5월 13일)는 스페인의 메조소프라노였다. 로시니의 로시나와 라 체네렌톨라, 나중에는 비제트의 카르멘과 같은 역할과 가장 밀접하게 연관되어 있으며 그녀의 기술적 기교, 음악적 지능 및 매혹적인 무대 존재감으로 존경받는다.
베르간사는 공연이 잘 되지 않은 오페라를 탐구하고 메조 음역에 주역을 복원한 로시니 르네상스의 주요 가수였다. 1979년 조지프 로지의 돈 지오바니 영화에서 체를리나(Zerlina) 역으로 출연했다. 세비야 엑스포 '92와 바르셀로나에서 열린 1992년 하계 올림픽 개막식에 참여했다.